# Verkehrsbetriebe Mittelrhein
Die Verkehrsbetriebe Mittelrhein sind ein Verkehrsunternehmen mit Sitz in Brohl-Lützing am Rhein und zu 100 Prozent im Besitz der Transdev GmbH.
Das Unternehmen setzte sich bei einer Ausschreibung für Buslinien im Landkreis Mayen-Koblenz gegen den bisherigen Betreiber, die Rhein-Mosel Verkehrsgesellschaft (eine Tochter der DB Regio), durch und bedient seit dem Fahrplanwechsel 2022, der mit einer Neukonzeption des Liniennetzes im Kreis einherging, 102 Buslinien sowie 13 Nachtlinien.

## Kritik
Kurz nach der Übernahme des Betriebs im Landkreis Mayen-Koblenz gab es massive Kritik am Unternehmen. So sollen Fahrer ohne Ortskenntnis eingesetzt worden sein, von gefährlichen Wendemanövern und Fahrten mit geöffneten Einstiegstüren wird berichtet. Zudem sei es mehrfach zu Fällen von Fahrerflucht gekommen; so habe ein Busfahrer ein Buswartehäuschen in Ochtendung gerammt und sei ohne den Schaden zu melden weitergefahren. Selbst die Polizei im Kreis Mayen-Koblenz berichtet von einem sprunghaften Anstieg von Verkehrsunfällen seit dem Fahrplanwechsel. Der Bürgermeister der Verbandsgemeinde Maifeld erstattete gegen einen Busfahrer Strafanzeige u. a. wegen Aussetzung, nachdem ein Busfahrer mehrere Grundschüler statt nach Kollig nach Roes (Kreis Cochem-Zell) gefahren und dort ihrem Schicksal überlassen haben soll.